# Niculae I. Herescu
Niculae I. Herescu (n. 6 decembrie 1903, Turnu-Severin – d. 19 august 1961, Zürich , Elveția) a fost latinist, poet, prozator, eseist, traducător. 

## Biografie

Niculae I. Herescu

Fiu al generalului Ioan P. Herăscu, a urmat cursurile liceului "Carol I" din Craiova, pe care îl absolvă în 1924,urmează secția de limbi clasice a Facultății de litere a Universității din București cu licență în 1927. Face timp de doi ani studii de specializare la Sorbona, iar la întoarcere obține titlul de doctor în litere și filosofie al Universității din București cu o teză despre opera lui Horațiu. Element de valoare, în 1940 este numit director al Fundațiilor Regale și este ales membru al Academiei române de științe morale și politice. Din 1929 predă în învățământul liceal și universitar bucureștean.   Fondator și director al Institutului Român de Studii Latine din București (1937–1945), președinte al Societății Scriitorilor Români (ales succesiv de patru ori, din mai 1939, ultima alegere în mai 1945). 
A semnat ca N.I. Herescu. 

## Aflat în exil
Din anul 1944 s–a aflat în exil, părăsind împreună cu soția și fiica  țara cu aprobarea lui Mihai Antonescu (date fiind funcțiile sale culturale), în Portugalia, apoi în Franța, unde a fost un animator al mișcării literare din exilul românesc și a funcționat ca profesor universitar de latină, primind recunoașterea unor latiniști de valoare internațională (printre altele, a coordonat volumul "Ovidiana" – Paris, 1958 – editat cu ocazia aniversării a două milenii de la nașterea poetului latin Ovidiu). Colaborări la reviste ale exilului românesc, conferențiar la multe universități din Occident. 

### Afilieri
Membru fondator al Societății Academice Române din exil.
Președinte al secției franceze al  PEN Clubului scriitorilor din exil.

## Opera literară

### Traduceri
- Plaut, Militarul îngâmfat, Institutul de Studii Latine, 1941.
- Lirica latină, Vol. I, Editura Cartea Românească, București, 1937.
- Lirica lui Horațiu, Editura Ramuri, Craiova, 1929.
- Poezii alese din Francis Jammes (în colaborare cu Ion Pillat), Editura Fundației Culturale Principele Carol, București, 1927.

### Scrieri
- Basmul celor patru zodii (versuri), Craiova, 1926
- Însemnări literare (1924-2926), Arad, 1926
- Cartea cu lumină (versuri), Craiova, 1926
- Limba latină. Sfaturi practice, București, 1930
- Pentru clasicism, Craiova, 1937

- Sintaxa Latină, București, 1941.
- Caete Clasice, Editura Cugetarea, București, s.a.
- Milliarum, 2 vol., Institutul de Studii Latine, Colecția Enciclopedică, București, 1941. [Cuprinde articolele publicate între anii 1926-1936 primul volum și 1937-1941 volumul al doilea].
- Bibliographie de la littérature latine, Paris, 1943
- Catullo, Roma, 1943, traducere portugheză , Coimbra, 1948
- La Poésie latine, 227 p., Editura Les Belles Lettres, 1960
- L'Agonie sans mort  (roman), 190 p.,Paris, 1960, (pseudonim Ch. Séverin) ediție românească la Editura Jurnalul literar, Agonie fără moarte 1998 (I) și 1999 (II)
- Scrisori către N. I. Herescu, Iași, 2005